# Хигдон, Дженнифер
Дженнифер Хигдон (англ.  Jennifer Higdon, 31 декабря 1962, Бруклин, Нью-Йорк) — американский композитор классической музыки, преподаватель по композиции в Кёртисовском институте музыки в Филадельфии. На её счету множество престижных наград, в том числе Грэмми и Пулитцеровская премия по музыке. Член Американского философского общества (2019).

## Биография
Детство Хигдон провела в Атланте и Теннеси. Её отец, Чарльз Хигдон, был художником и старался познакомить своих детей с различными видами искусства. В детском возрасте Дженнифер пробовала писать, а также заинтересовалась фотографией.
Однако с классической музыкой она была мало знакома; её раннее музыкальное образование складывалось под влиянием рок- и фолк-музыки 1960-х годов. Лишь в старшей школе она стала участницей музыкальной группы, где начала играть на ударных.
Примерно в то же время Дженнифер впервые взяла в руки флейту, купленную её матерью, и начала самостоятельно учиться играть, используя для этого старую книгу по флейте. Профессиональное обучение игре на этом инструменте началось только в университете Боулинг Грина (Огайо) под руководством Джудит Бентли, которая поощряла её одновременно исследовать композицию.
Из-за отсутствия формального обучения в раннем возрасте, Хигдон изо всех сил пыталась наверстать упущенное в начале своей учёбы. «Я не знала какой-либо базовой теории, не знала, как писать аккорды, какие интервалы существуют, у меня не было навыков игры на клавиатуре. Я в основном начинала с самого начала. Большинство моих сокурсников были гораздо более продвинутыми, чем я, и мне нужно было невероятно много наверстать». Несмотря на эти проблемы, она упорно работала над собой и зарекомендовала себя как работяга, даже когда столкнулась с разочарованием со стороны некоторых профессоров.
Во время своего пребывания в Боулинг-Грин она написала свою первую композицию, двухминутную пьесу для флейты и фортепиано под названием «Ночные создания» (Night Creatures).
Хигдон получила диплом артиста в Кёртисовском институте музыки, степень магистра искусств и доктора композиции в Пенсильванском университете под руководством Джорджа Крама.

## Музыкальное творчество
Работы Хигдон записаны на более чем четырёх десятках компакт-дисков.
Свою первую оперу она написала в 2015 году (дата премьеры в Санта-Фе) по роману Шарля Фрейзера «Холодная гора» («Cold Mountain») с либретто Джина Шира.
Самая популярная работа Хигдон — «Blue cathedral» («Печальный собор») (1999), одночастная поэма, посвящённая смерти её брата от рака, премьера которой состоялась в 2000 году. С тех пор она исполняется более чем 400 оркестрами.
Мисс Хигдон использует некоторые экспериментальные штрихи в своих произведениях. Концерт для скрипки начинается с того, что перкуссионисты используют вязальные спицы для игры на кроталах, небольших тарелках и глокеншпиле. В своём фортепианном и струнном дуэте «String Poetic» г-жа Хигдон с большим воображением использует странную текстуру заглушённых струн фортепиано (звук, который создаётся, когда пианист гасит струны внутри инструмента одной рукой и играет на клавишах другой).
Но любые авангардные штрихи в основном включены в традиционные структуры и звуковые миры. В первой части концерта для скрипки, после запасного вступления (spare introduction), скрипка с напористой энергией взлетает над богатой оркестровой тканью с интровертными пассажами, чередующимися с пламенными вспышками. Потрясающая каденция завершает движение.
Музыка Дженнифер Хигдон публикуется исключительно издательством Lawdon Press, которое принадлежит их семейной паре. Его название представляет собой объединение фамилий Lawson и Higdon. «Я полагала, что с финансовой точки зрения для нас разумнее взять на себя авторские права и продажи, чем передать эту работу крупной издательской компании», — сказала г-жа Лоусон.
Композиционный стиль Дженнифер Хигдон формировался в юности под влиянием не классической музыки, а творчества таких групп, как Beatles , Rolling Stones , Simon & Garfunkel и др. В результате она описала свой собственный композиционный процесс как «интуитивный» и «инстинктивный», где она предпочитает музыку, которая имеет смысл, вместо того, чтобы писать музыку, которая придерживается классических форм и структур.
Популярная и народная музыка не были единственными факторами влияния; горы и широкие просторы её малой родины в Теннесси пробудили в ней любовь к природе, которая стала одной из её творческих муз.
Структурно её музыка отражает «интуитивный» стиль, с помощью которого она сочиняет: её музыка определённо секционная, но имеет тенденцию к естественному течению. Многие из её работ начинаются с разреженной оркестровки и строятся по мере того, как пьеса продолжается. Хигдон сочиняет не намеренно с мыслью о форме, но позволяет музыке разворачиваться естественным путём.

## Избранные произведения
- Autumn’s Cricket для струнного квартета (1987)
- Струнное трио (1987)
- Соната для альта и фортепиано (1990)
- Notes on Love для сопрано, флейты и фортепиано (1992)
- Voices для струнного квартета (1993)
- Shine для оркестра (1995)
- Sky Quartet для струнного квартета (1997)
- Scenes from the Poet’s Dreams для фортепиано (левая рука) и струнного квартета (1999)
- Fanfare Ritmico для оркестра (1999)
- blue cathedral для оркестра (1999)
- Secret & Glass Gardens для фортепиано (2000)
- Celestial Hymns для кларнета, скрипки, альта, виолончели и фортепиано (2000)
- Концерт для оркестра (2002)
- City Scape для оркестра (2002)
- Zaka для флейты, кларнета, скрипки, виолончели, фортепиано и ударных (2003)
- Трио для скрипки, виолончели и фортепиано (2003)
- Impressions для струнного квартета (2003)
- Dooryard Bloom для баритона и оркестра на стихи Уитмена (2004)
- Loco для оркестра (2004)
- Концерт для гобоя и оркестра (2005)
- Концерт для перкуссии и оркестра (2005)
- Концерт для тромбона и оркестра (2005)
- Концерт для фортепиано и оркестра (2006)
- String Poetic для скрипки и фортепиано (2006)
- Splendid Wood для трёх маримб (2006)
- O magnum mysterium для хора (2006)
- All Things Majestic (2011)
- «Cold Mountain» (premiered The Santa Fe Opera, 1 August 2015)

## Личная жизнь
Дженнифер Хигдон имеет нетрадиционную сексуальную ориентацию. В старшей школе она познакомилась с Шерил Лоусон (Cheryl Lawson), которая позже стала её женой. В настоящее время они вместе живут в Филадельфии.
«Двухуровневая квартира — это их музыкальное издательство со всем необходимым оборудованием; г-жа Хигдон работает семь дней в неделю в своём офисе на первом этаже, где у неё имеются Steinway Baby grand, клавиатуру Yamaha, компьютер и огромный кактус».

## Исполнители
Среди исполнителей музыки Дженнифер Хигдон — Джесси Норман, Дженнифер Ко, Хилари Хан, Эвелин Гленни, Энн Акико Мейерс, дирижёры Пааво Ярви, Роберт Спано, Янник Незе-Сеген.

## Педагогическая деятельность
Преподаёт в Кёртисовском институте.

## Признание
Дженнифер Хигдон дважды получала премию Грэмми — в 2010 и 2018 годах, в номинации за лучшую неоклассическую композицию.
Также в её активе Пулитцеровская премия-2010 за музыку её Скрипичного концерта (Violin Concerto, by Jennifer Higdon (Lawdon Press)), премьера которого состоялась 6 февраля 2009 года в Индианаполисе. Цитата Пулитцера назвала его «глубоко захватывающим произведением, которое сочетает в себе струящийся лиризм с ослепительной виртуозностью…»
Также Хигдон получала Стипендию Гуггенхайма в 1997 году, the American Academy of Arts & Letters (two awards), the Pew Fellowship in the Arts, Meet-the-Composer, the National Endowment for the Arts, and ASCAP. In addition she has received grants from the Pennsylvania Council on the Arts. Higdon has been a featured composer at festivals including Grand Teton, Tanglewood, Vail, Norfolk, Winnipeg and Cabrillo.